# Almudaina d’Artà
S’Almudaina d’Artà war eine Wehranlage während der islamisch-arabischen oder maurischen Epoche der Baleareninsel Mallorca. Sie befand sich im Nordosten der Insel im geografischen Zentrum der Halbinsel von Artà, auf dem Hügel Puig de Sant Salvador de s’Almudaina d’Artà.
Die Bezeichnung Almudaina stammt vom arabischen al-mudayna, was so viel wie „Festung“ oder „Zitadelle“ (katalanisch la ciutadella) bedeutet. Das Gebiet von Artà wurde zur Zeit der islamischen Herrschaft Yartan (arabisch für „Garten“) genannt. Heute sind von der Wehranlage nur noch die Umfassungsmauern erhalten, im Inneren der Anlage steht die Wallfahrtskirche Sant Salvador d’Artà. Sie bildet das Zentrum der Stadt Artà.

## Geschichte

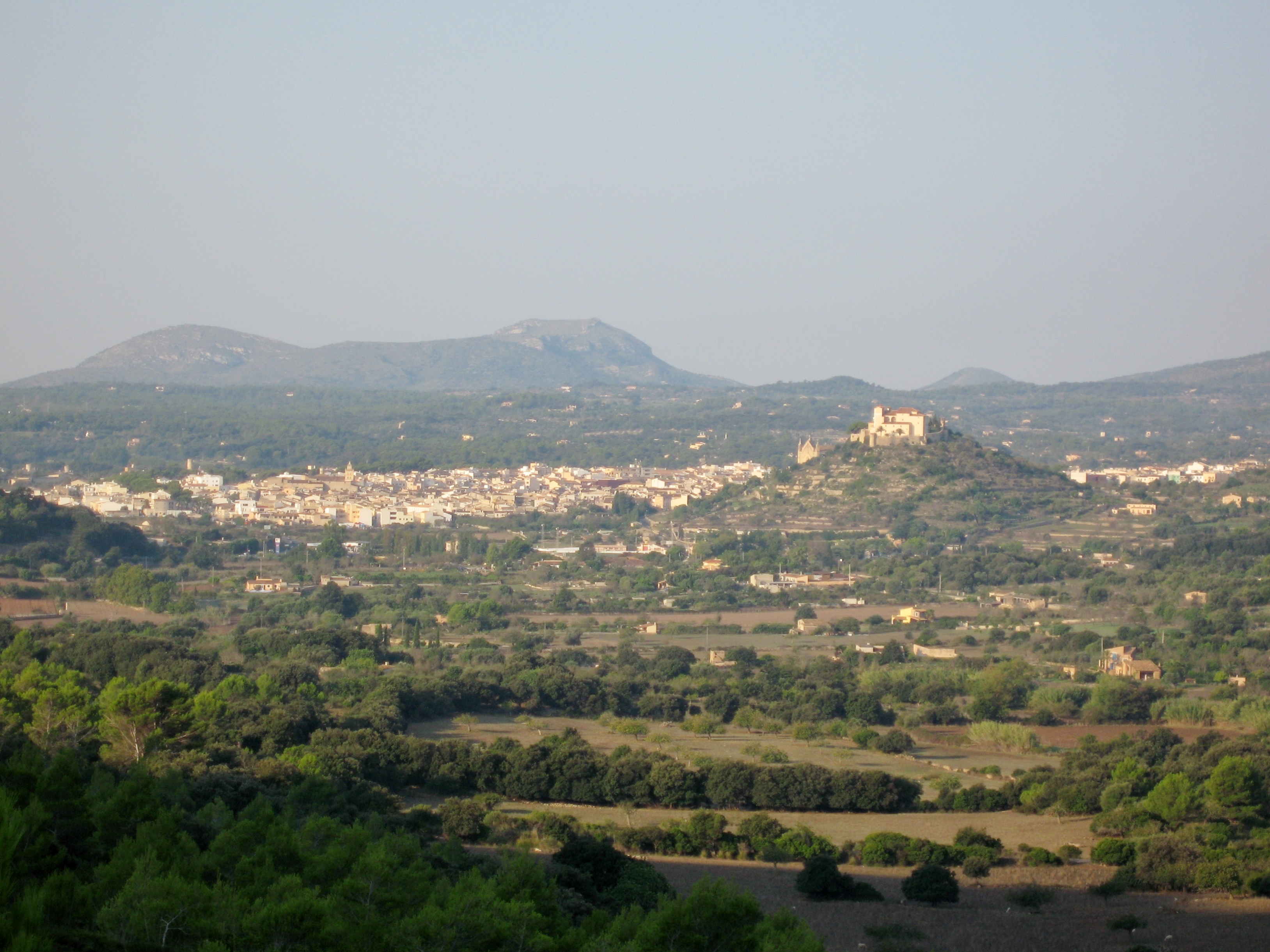
Nordostansicht von Artà

Es wird angenommen, dass die alte Festung auf dem Stadthügel von Artà ihre Ursprünge vor der arabischen Besetzung der Insel hat. Aus dieser Epoche sind keine Aufzeichnungen zu der Anlage überliefert, erste Hinweise finden sich nach der Rückeroberung durch die Christen im Jahr 1232. In dieser Zeit diente s’Almudaina dem Schutz der Bevölkerung und wurde durch Prämonstratenserchorherren des südlich der Stadt gelegenen Klosters Bellpuig genutzt, die an diesem Ort auch den Heiligenschrein Sant Salvador verwahrten.
Mitte des 14. Jahrhunderts berichten Aufzeichnungen vom Bau einer ersten Kirche innerhalb der Umfriedung. Im Jahr 1820, während der verheerende Pest im Gebiet von Artà, Capdepera und Son Servera, wurde dort ein Lazarett eingerichtet. Auf Grund der Pestepidemie wurden dann Gebäude und Kirche niedergebrannt, um eine Ausbreitung der Pest zu verhindern. Von 1825 bis 1832 fand der Wiederaufbau der heutigen Wallfahrtskirche Sant Salvador (Santuari d’Artà), umgeben von den dominanten Festungsmauern statt. La Mare de Déu de Sant Salvador ist die Schutzpatronin der Stadt Artà.